# Miernik syntetyczny
Miernik syntetyczny (czy też wskaźnik syntetyczny) – wynik łączenia innych wartości statystycznych, które są pomiarami różnych parametrów (metryk).

## Przykłady

### Ocena gospodarcza
Miernik syntetyczny pozwala dokonać podziału różnych jednostek gospodarczych na grupy. Np. dla oceny poziomu kondycji finansowej gmin można wykorzystać zmienne cząstkowe (m.in. wartość dochodów i wydatków) do zbudowania zmiennej syntetycznej, która przybiera wartości z przedziału (0,1). Im wartości bliższe jedności, tym analizowane jednostki będą się charakteryzowały wyższym poziomem rozwoju.
W odróżnieniu od wielomiernikowej analizy, miernik syntetyczny opiera się na dużej agregacji mierników empirycznych i ma charakter ogólny.
Miernik syntetyczny może też pomóc ocenić kondycję finansową przedsiębiorstwa.

### Jakość usługi
Istnieje metoda pomiaru jakości usług w hotelach. W jednym z badań autorzy agregują opinie turystów, mierzone w skali od 1 do 10. Miernik syntetyczny (wskaźnik) jakości usług w każdym hotelu jest obliczany za pomocą operatora agregującego.

### Wydajność projektu
W innej pracy badawczej zaproponowano wykorzystanie klasycznych parametrów EV, PV i AC do syntetycznego miernika wydajności projektu.